# Ísafold (1874)

Ísafold, Titelseite vom 19. August 1899

Ísafold war eine isländische Zeitung. Sie erschien erstmals am 19. September 1874. 
Die Zeitung hatte vier Seiten und erschien anfangs etwa alle 14 Tage, zum Ende etwa einmal pro Woche. Herausgeber und Chefredakteur war der Politiker Björn Jónsson. Er leitete die Zeitung, bis er 1909 Premierminister von Island wurde. Danach leitete sein Sohn Ólafur Björnsson die Zeitung, der 1913 mit Vilhjálmur Finsen die Zeitung Morgunblaðið gründete. Am 31. Dezember 1929 erschien die letzte Ausgabe der Ísafold, die anschließend mit dem Morgunblaðið fusionierte.